# Severa (figlia di Magno Massimo)
Sevira (o Severa; fl. V secolo) era una figlia dell'usurpatore Magno Massimo e moglie di Vortigern.
Il padre fu un usurpatore dell'Impero Romano d'Occidente che governò tra il 383 e il 388 d.C. Secondo l'iscrizione del Pilastro di Eliseg, sua figlia Sevira sposò Vortigern, Re semileggendario e mitizzato dei Britoni, una figura associata alla leadership britannica nel periodo post-romano.
Il suddetto pilastro è una colonna eretta nel IX secolo da Cyngen ap Cadell, re di Powys, in onore del suo bisnonno Elisedd ap Gwylog. L'iscrizione frammentaria menziona che "Britu, figlio di Vortigern, fu benedetto da Germanus e nato da Sevira, figlia del re Maximus, che uccise il re dei Romani". Questa è l'unica fonte conosciuta che nomina Sevira. Dopo il matrimonio con il sovrano, sappiamo però che ebbe diversi figli (Vortimer e Cadeyrn, il primo usurperà il padre divenendo Re dei Britanni, ed il secondo divenne Sovrano del Galles Orientale) la sua linea di discendenza arriva infatti alla dinastia reale del Powys, che eresse la colonna.
L'esistenza storica di Sevira è oggetto di dibattito tra gli studiosi. Alcuni ritengono che la sua figura possa essere stata utilizzata per legittimare dinastie locali collegandole all'eredità romana. Il nome stesso, Severa, è una forma latina che potrebbe derivare dal cognomen "Severus", comune nell'Impero Romano.